# USS Michael Murphy (DDG-112)
USS Michael Murphy (DDG-112) – amerykański niszczyciel rakietowy o napędzie konwencjonalnym, 62. jednostka typu Arleigh Burke. Została nazwana na cześć odznaczonego pośmiertnie Medalem Honoru Michaela P. Murphy’ego. Ceremonia chrztu okrętu odbyła się 7 maja 2011 roku, a matką chrzestną została pani Maureen Murphy, matka patrona.